# Deltoid

Przykład deltoidu wypukłego

Przykład deltoidu wklęsłego – jeden z jego kątów jest wklęsły

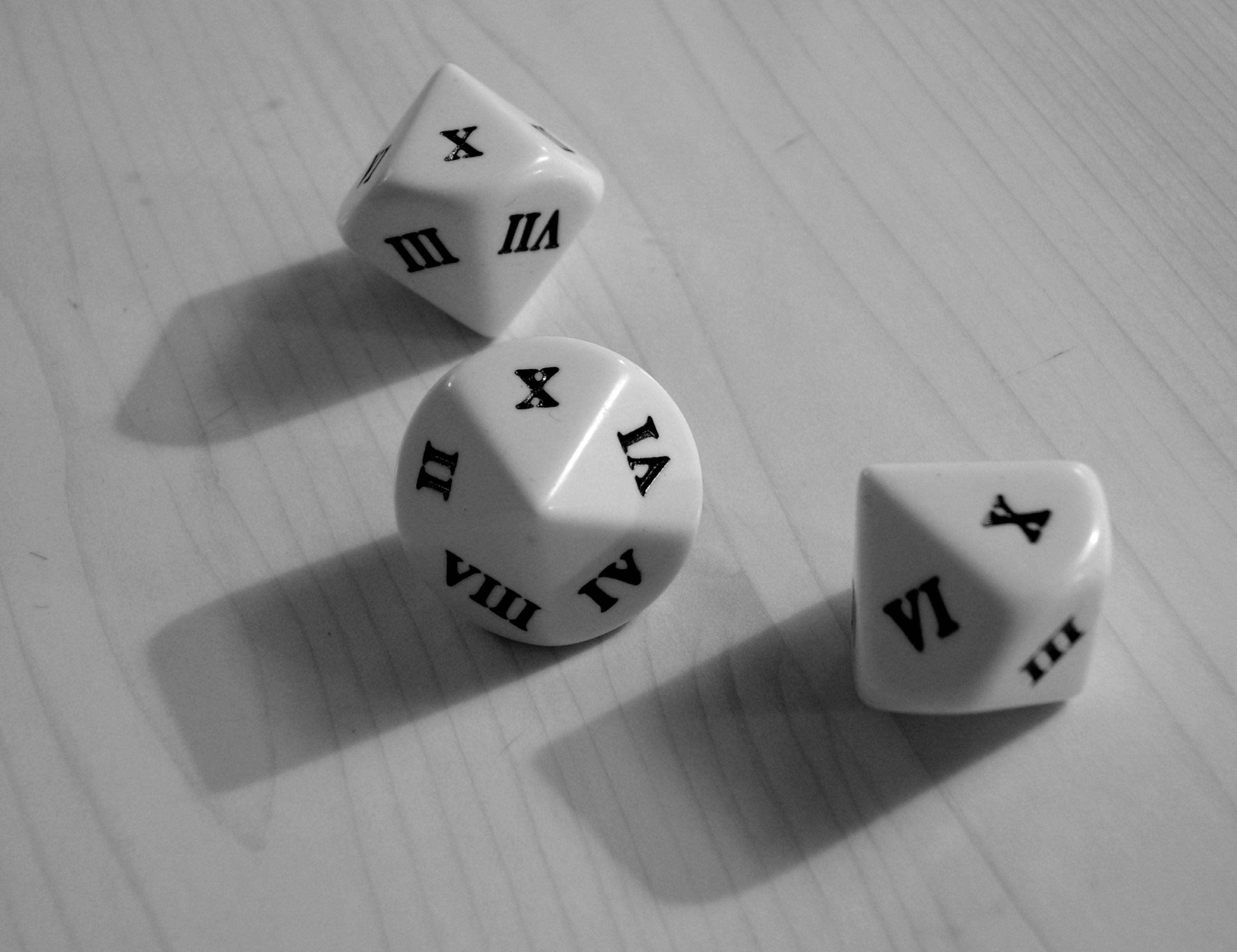
Dziesięciościenne kości do gry – ściany są tu w przybliżeniu deltoidami wypukłymi

Deltoid – rodzaj czworokąta, definiowany różnie i nierównoważnie:
- deltoid w sensie najszerszym to każdy czworokąt mający oś symetrii przechodzącą przez jego dwa wierzchołki. Innymi słowy jest to dowolny czworokąt symetryczny względem swojej przekątnej;
- deltoid w sensie węższym to czworokąt wypukły o powyższej własności[1][2];
- deltoid w sensie najwęższym dodatkowo nie może mieć wszystkich boków równych – nie może być rombem[3]. Większość źródeł nie tworzy jednak takich wyjątków i uważa romb za szczególny przypadek deltoidu[4][5].

W deltoidzie oś symetrii jest symetralną drugiej przekątnej, a pary sąsiednich boków są równej długości.

## Własności
W deltoidzie kąty między bokami różnej długości są równe. W dodatku w każdym deltoidzie wypukłym:
- co najmniej jedna przekątna dzieli go na dwa trójkąty równoramienne;
- istnieje okrąg wpisany.

Pole powierzchni deltoidu da się obliczyć na co najmniej dwa sposoby:
- połowa iloczynu długości jego przekątnych[6];
- iloczyn długości dwóch sąsiednich boków deltoidu o różnych długościach i sinusa kąta między nimi.

{\displaystyle S={\frac {|AC|\cdot |BD|}{2}}=|AB|\cdot |BC|\sin \angle ABC.}